# احسان لشگری
احسان لشگری (زادهٔ ۸ شهریور ۱۳۶۴ در قزوین) کشتی‌گیر پیشین ایرانی است که در وزن ۸۴ ک‌گ کشتی آزاد فعالیت داشت. لشگری برندهٔ مدال برنز المپیک ۲۰۱۲ لندن و مدال برنز قهرمانی کشتی جهان ۲۰۱۳ است. او همچنین قهرمان چهار دورهٔ مسابقات قهرمانی کشتی آسیا است.
احسان لشگری در تاریخ ۲۷ آذرماه ۱۴۰۲ به عنوان مربی تیم ملی کشتی آزاد جمهوری اسلامی ایران انتخاب شد.

## فعالیت حرفه‌ای

### قهرمانی آسیا ۲۰۰۹
احسان لشکری پس از پیروزی ۶ برصفر در دو تایم متوالی مقابل آرمانتو رادی از اندونزی در دور دوم ری سی گولینگ از چین را با نتیجه ۲ بر ۳ ،۲ بر ۱ ،۳ بر ۲ را شکست داد و در مرحله نیمه نهایی بای داشوف از قزاقستان را با نتیجه ۵ بر صفر و ۴ بر ۱ شکست داد و در دیدار فینال نیز جی سالینگ از کره جنوبی را ضربه فنی کرد و صاحب مدال طلا شد.

### قهرمانی آسیا ۲۰۱۰
در وزن ۸۴ کیلوگرم احسان لشکری در دور نخست امید جان عثمان اف از ازبکستان را در دو تایم با نتیجه ۹ بر یک شکست داد و در دور دوم نیز آیبک یوسوپوف از قرقیزستان را در دو تایم با نتایج ۴ بر یک و دو برصفر پشت سر گذاشت و در دیدار نیمه نهایی نیز موفق شد در دو تایم زانگ فنگ از چین را با نتایج ۶ بر صفر و ۳ بر یک شکست دهد و در دیدار فینال نیز سیمون سیمونف از قزاقستان را شکست داد و صاحب مدال طلا شد.

### قهرمانی جهان ۲۰۱۰
احسان لشگری کشتی‌گیر وزن ۸۴ کیلوگرم کشورمان نخستین مبارزه خود در مسابقات جهانی روسیه را به حریفی از رومانی واگذار کرد.

### قهرمانی آسیا ۲۰۱۲
در وزن ۸۴ کیلوگرم احسان لشگری در دور نخست امیدجان عثمان‌اف از ازبکستان را در سه تایم و با نتایج ۱–۱، ۱ - صفر و ۴- صفر شکست داد وی در دور دوم باتمونخ میاگمارسورن از مغولستان را با نتایج ۲- صفر و ۴- صفر شکست داد تا به مرحله نیمه‌نهایی راه یابد وی در مرحله نیمه‌نهایی با نتایج ۲- صفر و ۳- صفر نائوکی موما از ژاپن را مغلوب کرد و به دیدار فینال راه یافت. وی در دیدار فینال لی جی سونگ از کره جنوبی را با نتایج ۴- صفر و ۵- صفر مغلوب کرد و به مدال طلای این وزن دست یافت.

### المپیک ۲۰۱۲ لندن
در دور اول و دوم و سوم به ترتیب یرمک بایداشوف از قزاقستان و حاجی‌مراد نوراماگموداف از ارمنستان و آنزور اوریشف از روسیه را شکست داد اما در مرحلهٔ نیمه‌منهایی با قبول شکست در دیداری نزدیک مقابل شریف شریفف آذربایجانی، از راهیابی به فینال بازماند. لشگری در دیدار رده‌بندی ابراهیم بولکباشی از ترکیه را شکست داد و صاحب مدال برنز شد.

### قهرمانی جهان ۲۰۱۳
احسان لشگری در این مسابقات به ترتیب خوان استبان مارتینز کلمبیایی، شامیل کودیاماگمدوف روس و داتو مارساگیشویلی گرجستان را شکست داده بود که در ادامه در مصاف با رینیریس سالاس کوبایی مغلوب شد و به گروه شانس مجدد رفت. لشگری در این مرحله نیز زائوربک سوخیف ازبک را مغلوب کرد و به دیدار رده‌بندی رسید. در دیدار رده‌بندی رقابتهای جهانی مجارستان، مقابل تایموراز فریف از اسپانیا قرار گرفت و توانست با نتیجه ۶ بر ۴ از سد حریف بگذرد و صاحب مدال برنز شود.

### قهرمانی آسیا ۲۰۱۶
در وزن ۸۶ کیلوگرم اما احسان لشگری بازگشتی موفق به میدان‌های رسمی داشت و توانست از همان ابتدا با برتری بر حریفانی از قزاقستان، ژاپن و هند به فینال برسد. لشگری در فینال نیز بر حریف مغول چیره شد مدال طلا را کسب کرد.